# 朴世俓
朴 世俓（パク・セギョン、朝鮮語: 박세경、1919年8月29日 - 1996年9月18日）は、大韓民国の弁護士、政治家、民主化運動家。第3・4代韓国国会議員。キリスト教徒。
本貫は咸陽朴氏。元国会議員の朴正勲は息子。

## 経歴
全北任実出身。任実公立普通学校卒。朝鮮総督府高等文官試験、満州国高等考試、朝鮮弁護士試験合格。解放後は大韓国民党中央監察委員、大韓青年団全北道団副団長、キリスト教青年会全北会長、自由党全北道党訓練部長・院内対策委員、国会法制司法委員長を歴任した。4・19革命以降は政界を離れ、弁護士として過去の同党党員の弁護を担当した。
朴正煕政権以降は金大中らと共に民主化運動を行った。1980年5月1日、ソウル市麻浦区東橋洞にある金大中の家で集会を開いたため、朴正煕暗殺事件以後の戒厳に関する法律に違反した疑いにより同年8月1日に拘束・起訴された。1審を担当した首都警備司令部戒厳普通軍法会議は懲役2年、執行猶予3年を宣告した。朴は不服として控訴したが、陸軍高等軍法会議は控訴を棄却し、大法院全員合議体も1985年5月に朴の上告を棄却し、判決を確定した。しかし、事件発生から41年後の2021年、検察の請求で開かれた再審で、裁判部は「この事件に適用された戒厳布告は、維新憲法と戒厳法が定めた要件を備えていると見なさない」として、当初の判決を覆し、無罪を宣告した。